# Сентенаріо (монета)
Сентенаріо (ісп. Centenario - століття) — тип мексиканських золотих інвестиційних монет.

## Опис
Вперше викарбувано в 1921 до 100-річчя незалежності Мексики від Іспанії. Незважаючи на назву, монета має номінал у 50 песо. Під час першого випуску вартість золота в монеті приблизно дорівнювала 50 песо, в той же час монета не була призначена для обігу зазначеного номіналу.
На аверсі монет розміщено перший державний герб Мексики та напис ESTADOS UNIDOS MEXICANOS (Сполучені Штати Мексики). На реверсі зображена богиня Ніка (Ель Анхель) на тлі двох відомих вулканів Мексики (Попокатепетль та Істаксіуатль). Зліва від богині Ніки розміщено номінал 50 PESOS, праворуч вага чистого золота в монеті 37.5 Gr PURO ORO. У лівій нижній частині монети вказано рік утворення Мексики - 1821, у правій частині містився рік карбування монет.
При першому випуску монети карбувалися протягом 10 років з 1921 до 1931.
Під час Другої Світової війни попит на золото на світовому ринку зріс, і ухвалено рішення про відновлення карбування монет, яке тривало в 1943-1947.
З 1949-1972 монети карбувалися з датою 1947. Також з датою 1947 року сентенаріо випускалися в 1996 і в 2000-2009.
Вага монети 41,6666 грама, вага чистого золота 37,5 г. (1,2056 тройської унції), діаметр монети 37 мм, діаметр монет 1943 року 39 мм  .

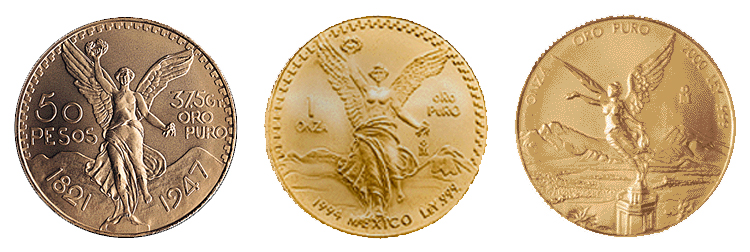
Сентенаріо 1947 (ліворуч) у порівнянні з іншими золотими інвестиційними монетами Мексики

## Роки карбування та тиражі
| Рік        | Тираж     |
| ---------- | --------- |
| 1921       | 180,000   |
| 1922       | 463,000   |
| 1923       | 432,000   |
| 1924       | 439,000   |
| 1925       | 716,000   |
| 1926       | 600,000   |
| 1927       | 606,000   |
| 1928       | 538,000   |
| 1929       | 458,000   |
| 1930       | 372,000   |
| 1931       | 137,000   |
| 1943       | 89,000    |
| 1944       | 593,000   |
| 1945       | 1'012,000 |
| 1946       | 1'588,000 |
| 1947       | 309,000   |
| 1949-1972* | 3'975,654 |
| 1996*      | ?         |
| 2000-2009* | 302,000   |

- *З датою 1947.